# Kościół św. Józefa Oblubieńca Najświętszej Maryi Panny w Zalipiu
Kościół św. Józefa Oblubieńca Najświętszej Maryi Panny w Zalipiu – rzymskokatolicki kościół parafialny znajdujący się w Zalipiu w powiecie dąbrowskim województwa małopolskiego.

## Historia kościoła
Budowa kościoła rozpoczęła się w 1939 roku, a zakończyła w roku 1948. Poświęcony został 2 lipca 1948. To kościół murowany z cegły, jednonawowy. Wnętrze nakryte jest sklepieniami kolebkowymi z lunetami pozornymi. Elewacja frontowa zwieńczona jest falistym szczytem. Dwa ołtarze neobarokowe pochodzą lat 60. XX wieku. W głównym ołtarzu obraz Matki Boskiej Częstochowskiej namalowała w 1968 r. Władysława Swarowska. Obrazy św. Józefa i Matki Boskiej Nieustającej Pomocy z 1964 r. są dziełem również tej samej malarki. Krucyfiks barokowo-ludowy pochodzi z przełomu XVIII i XIX wieku. W pomieszczeniu pod emporą chórową znajduje się kaplica z polichromią wykonaną w stylu zalipiańskim.

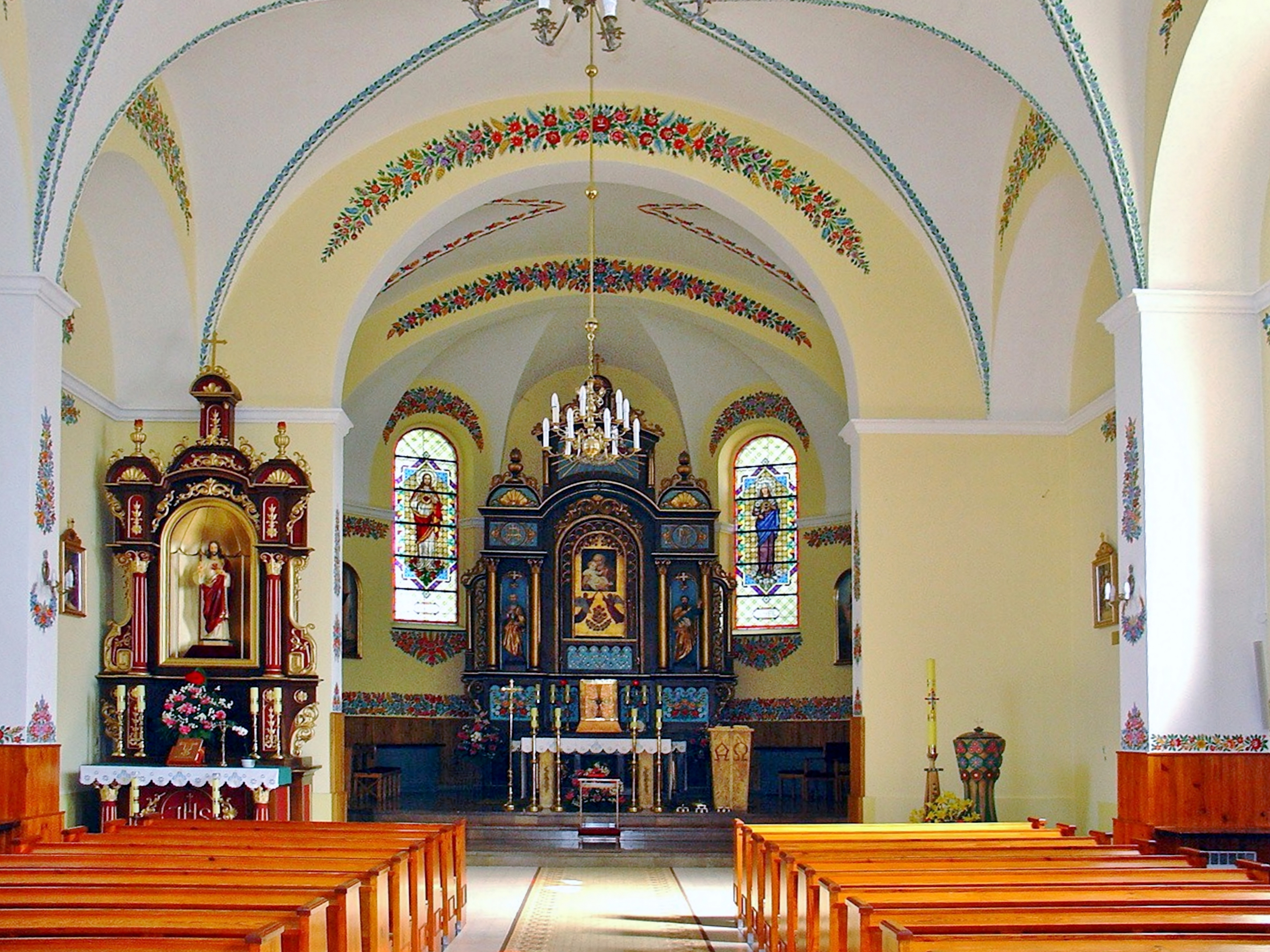
Wnętrze kościoła
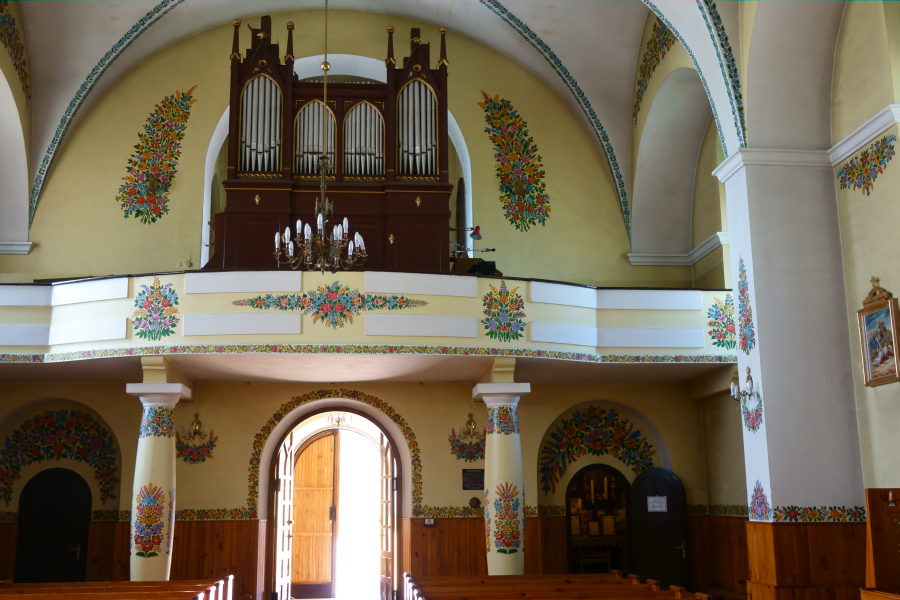
Empora
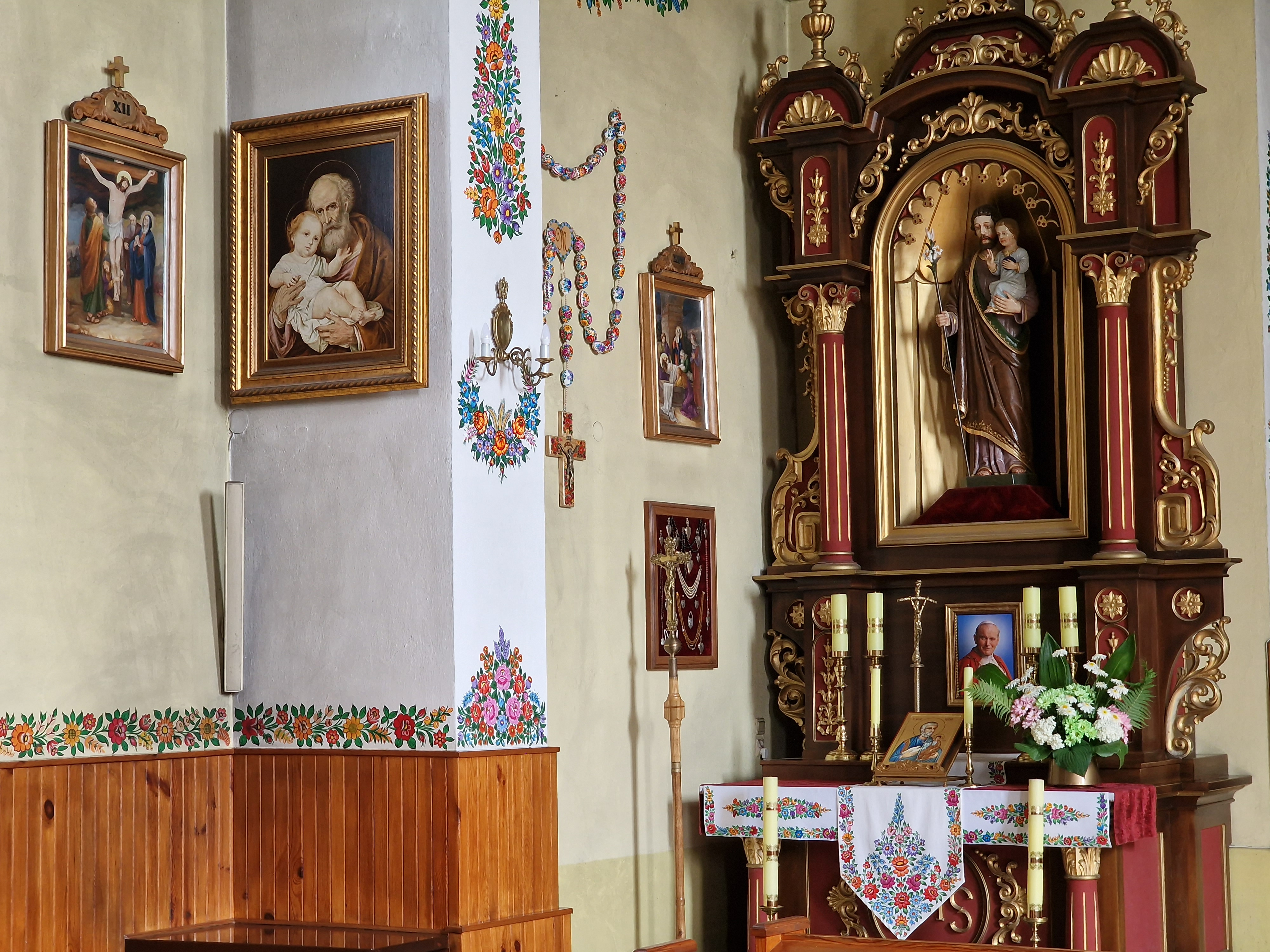
Wnętrze